# Dead Rising 2
Dead Rising 2 (рус. Восстание мертвецов 2) — видеоигра для ПК (Windows), Xbox 360 и PS3, разработанная компанией Blue Castle Games. Выход игры состоялся 24 сентября в Европе и 28 сентября 2010 года в США и Канаде. Издатель компания Capcom.
Игра является продолжением игры Dead Rising, вышедшей на консолях Xbox 360 и Wii.

## Сюжет
События «Dead Rising 2» происходят в курортном городе Фортуна (англ. Fortune City), через пять лет после зомби-инцидента в Уилламете. Бывший чемпион по мотокроссу — Чак Грин — принимает участие в соревновании «Этот жестокий мир».
После одного из поединков Чак как обычно возвращается за дочерью. Однако во время подъёма на лифте прогремел взрыв. Чаку удалось выбраться из лифта, но то, что он увидел, было куда страшнее. Вся Арена кишела полчищами зомби. Чак успевает найти Кэти и убежать оттуда. Перед ним открылась жуткая картина — весь город был заполнен живыми мертвецами, убивавшими всех живых. Чак с дочерью пробирается в подземное убежище, вместе с ещё несколькими выжившими. Там их встречает Салливан, глава убежища. Он заметил укус на Кэти и не захотел их впускать. Позже он всё же согласился, но только если всё будет в порядке.
Чак через вентиляционную систему выбирается из убежища. Весь город был уже захвачен зомби. Чак направился к аптеке, чтобы раздобыть Зомбрекс. Там он подвергся атаке мародёров. Чаку удаётся их остановить и спасти работницу аптеки. Он приводит её в убежище, а заодно и получает Зомбрекс, который затем даёт Кэти. Неожиданно по телевизору сообщают, что Чак — виновник нашествия. Чак понимает, что его подставили, и что ему нужны улики, свидетельствующие о его невиновности. Он отправляется в один из недостроенных отелей, где находит Ребекку Чэнг — журналистку. Она располагает информацией о Чаке, но не раскрывает источник. Вместе они идут в комнату охраны, но там уже всё кто-то уничтожил. Чак и Ребекка возвращаются в убежище, где их уже ждал Саливан. Он узнал обо всём и грозится выгнать Чака и его дочь. Позже он даёт условие — Чак может искать выживших, улики и прочее, но если он пропадёт или погибнет — никто его искать не станет. У Чака есть лишь 72 часа до прибытия военных, чтобы доказать свою невиновность. Ребекка, Чак и Стэйси продолжают расследование.
Стэйси через камеру наблюдения видит, как некие люди совершают погрузку оборудования. Чак отправляется в подземелья, где его атакуют наёмники. Чаку удаётся пробраться на поезд. Там он узнаёт истинного виновника нашествия — Ти-Кея, который сделал всё это только ради денег. Чак упускает его и возвращается в убежище. Кэти вновь нужен Зомбрекс. Чак находит препарат и даёт его дочери. Но тут убежище начинает трясти. Таинственные взрывы сотрясают весь город. Чак выходит на поверхность, где разгадывает ещё один план Ти-Кея: он намерен ограбить все казино в городе, а затем покинуть Фортуну. Чак уничтожает наёмников и оборудование, разрушив план Ти-Кея.
Чак возвращается назад в убежище. Однако он не может найти Ребекку. Через некоторое время он получает от неё вызов, просьбу прийти в ночной клуб одного из казино. Чак приходит на место назначения, где видит Ребекку в плену у Близняшек Бэйли. Ему удаётся победить их и освободить Ребекку. Вместе они добираются до убежища. Кэти опять нужна доза Зомбрекса. Но когда Чак делает укол, Кэти теряет сознание — это одно из побочных действий лекарства. Позже Кэти приходит в себя. Ребека назначила встречу на крыше и там они с Чаком замечают, как Ти-Кей и его люди пытаются улететь из города с деньгами. Чак и Ребека успевают их догнать. Вертолёт зацепляется за тросс и не может улететь. Чак ломает винты вертолёта, что приводит к его крушению. Ти-Кей падает на площадку и теряет сознание. Чак приносит его в убежище, чтобы Тайрон ответил за свои деяния перед судом.
Чак даёт Кэти последнюю дозу Зомбрекса. Время приходит — военные прибывают на территорию Фортуны. Неожиданно из вентиляции начинает валить зеленоватый газ, от которого зомби мутируют. Весь отряд уничтожен, в живых остался лишь сержант Бойкин. Чак находит сержанта, но он уже сошёл с ума, а также пленит Ребекку. Чаку удаётся победить психопата и вернуть Ребекку в убежище. Ти-Кей приходит в себя. Чак спрашивает его о подставе, на что Тайрон отвечает, что «кто-то должен был быть крайним». Поскольку все военные мертвы, то город считается полностью заражённым. Через 17 часов ожидается авиаудар, и все выжившие должны сами выбраться из города. Но тут кто-то взломал ворота и в убежище вломились зомби. Чаку удаётся закрыть ворота. В панике Ти-Кей пытается сбежать, но его кусает живой мертвец. Тайрон умоляет Чака достать ему Зомбрекс. Ти-Кею везёт: его организм более устойчив к заразе, а значит есть время его спасти.
Чак узнаёт, что весь газ исходит из-под земли. Спустившись в тоннели, он обнаруживает большие цистерны с газом, которые защищают военные. Чак убивает военных и учёных. Он находит ноутбук, в котором содержится информация о газе. Оказалось, что за всем стоит компания «Фенотранс». Именно она и производит препарат Зомбрекс. Чак приносит ноутбук в убежище, однако никто не понимает — зачем компании, производящей Зомбрекс, проводить опыты над мертвецами. Ребекка находит ответ: препарат уже не так популярен в мире, и чтобы он вновь стал покупаем, компания спровоцировала нашествие мертвецов. Ребекка пытается рассказать всё властям, но Салливан убивает её. Он — агент компании, а так как скоро город будет уничтожен, никто не узнает о планах компании. Чак следует за ним на крыши отелей, где в неравной схватке он убивает Салливана.

## Концовки
В зависимости от действий игрока в процессе прохождения, можно получить семь различных вариантов окончания:
- Окончание S

 Чтобы получить данную концовку, игрок должен выполнить все сюжетные миссии, давать Кэти Зомбрекс, а также должен дать Зомбрекс Ти-Кею.
Чак приносит ноутбук в убежище. Там они разбираются об истинных планах компании. Ребека понимает, что всё это только ради увеличения продаж Зомбрекса. Саливан понимает, что заговор компании раскрыт. Он убивает Ребеку и убегает. Чак находит его на крыше отеля, где и убивает. В убежище Чак не обнаруживает Кэти и Стейси. Ти-Кей сообщает ему, что это он похитил их, и даёт условия, чтобы спасти их. Чак выполняет их, найдя нужные вещи. По пути на арену его оглушает Ти-Кей и подвешивает вместе со Стейси и Кэти над ареной. Чак выбирается из оков и сражается с Ти-Кеем на платформе. Ти-Кей погибает, а Чак вместе с Кэти и Стейси уходят.
- Окончание A

 Чтобы получить данную концовку, игрок должен выполнить все сюжетные миссии, давать Кэти Зомбрекс, но не давать препарат Ти-Кею.
Чак приносит ноутбук в убежище. Там они разбираются об истинных планах компании. Ребека понимает, что всё это только ради увеличения продаж Зомбрекса. Саливан понимает, что заговор компании раскрыт. Он убивает Ребеку и убегает. Чак находит его на крыше отеля, где и убивает его. Затем он, Кэти и Стейси отправляются на вертолётную площадку, где их уже ждёт вертолёт. Кэти роняет свой рюкзак, и Чак бежит назад, чтобы подобрать его. В этот момент двери лифта открываются и на Чака нападает зомбированный Ти-Кей. Чак бросает рюкзак Стейси и велит ей заботиться о Кэти. Затем двери лифта закрываются, запирая Чака вместе с зомби. Кэти и Стейси улетают, Чак остается в лифте с зомби. Эта концовка является каноничной, так как сразу после этой концовки начинаются события Dead Rising 2: Case West, где Ти-Кей уже почти пересилил Чака, но внезапно на помощь приходит Фрэнк Уэст, главный герой Dead Rising, прилетевший в город за Ребеккой. Также из дополнения Case West некоторые персонажи появляются в Dead Rising 3.
- Окончание B

 Чтобы получить данное окончание, игрок должен давать Кэти Зомбрекс, завершить все задания до «Case 6-4», а также провалить его.
Военные сбрасывают на город несколько бомб, полностью уничтожая и город, и мертвецов, и всех выживших.
- Окончание C

 Чтобы получить данное окончание, игрок должен давать Кэти Зомбрекс, провалить последнее задание и находиться внутри бункера во время прибытия военных.
Военные приезжают в город. Они добираются до убежища. Стейси видит их на камерах, однако Салливан (именно он, а не военные, о чём также свидетельствует то, что звуки выстрелов являются звуками выстрела пистолета в игре, плюс военные не смогли бы за несколько секунд расстрелять зомби по пути и сразу дойти до убежища) пользуется этим и начинает расстреливать выживших, чтобы не осталось свидетелей (чтобы понять почему, смотреть его описание и сюжет). Чак решает проверить, что происходит, но едва он доходит до дверей, как в него стреляют.
- Окончание D

 Чтобы получить данное окончание, игрок не должен давать Кэти Зомбрекс, а в финальный день должен оставаться вне убежища во время приезда военных.
Чака захватывают военные. Они увозят его из города, чтобы он ответил за устроенное им нашествие (которое на самом деле подстроили, а Чака подставили). Однако военные нарываются на большое скопление зомби. Машина, в которой везут Чака, останавливается. Военные начинают стрельбу. Автомобиль наполняется зеленоватым газом.
- Окончание E

 Чтобы получить данную концовку, нужно просто не приходить на арену.
Концовка идентична концовке D, однако вместо того, что спецназовцы наталкиваются на зомби, машина просто останавливается, после чего машину заполняет зелёный газ.
- Окончание F

Чтобы получить данную концовку, игрок не должен давать Кэти Зомбрекс, а сам должен быть внутри убежища, когда прибудут военные.
Чак стоит в комнате убежища и держит в руках ранец Кэти. Стейси уверяет его, что он не виноват в её смерти, но Чак никак не реагирует. Неожиданно в комнату вламываются зомби. Стейси тщетно пытается закрыть двери. Зомби вламываются, валят Чака на землю и съедают его. Чак по прежнему никак не реагирует и не сопротивляется. Стейси в ужасе смотрит на смерть Чака.

## Персонажи
- Чак Грин (англ. Chuck Greene) — протагонист игры, бывший чемпион мотогонок. После смерти своей жены у Чака осталась его единственная дочь — Кэти. Но Кэти была укушена собственной матерью. Чтобы не превратиться в живого мертвеца, ей нужен препарат «Зомбрекс». Но этот препарат очень трудно достать, и стоит он дорого. Тогда Чак решает участвовать в игре «Этот жестокий мир». Выживает после нападения зомби на Фортуну, и вместе с дочерью добирается до убежища. Позже его подставляют, поэтому он должен найти доказательства невиновности. Неоднократно совершает вылазки в город, чтобы спасать выживших или выполнять задания. В конце игры он, Кэти и Стейси выбираются из города. Появляется в Dead Rising 3.
- Кэти Грин (англ. Katey Greene) — дочь Чака и единственный для него близкий человек. В одном из инцидентов её укусил зомби, и теперь ей нужен Зомбрекс. Несмотря на нашествие, девочка пытается вести обычную жизнь. В конце игры её и Стейси похищает Ти-Кей, чтобы отомстить Чаку. Она, Чак и Стейси остаются единственными выжившими. Появляется в Dead Rising 3.
- Стейси Форсайт (англ. Stacey Forsite) — подруга Чака, член движения «ГПЗ». Когда Чака подставили, она была первой, кто поверила ему. В игре особой роли не играет, а только отправляет Чаку сообщения о заданиях (поскольку она наблюдает за всем через камеры). У неё с Чаком завязываются романтические отношения. В конце игры она и Кэти были похищены Ти-Кеем. Выживает, как и Чак и Кэти, в зависимости от концовки.
- Тайрон Кинг (англ. Tyrone King; более известен как Ти-Кей (англ. TK)) — главный антагонист игры. Ведущий шоу «Этот жестокий мир». Он и его люди подстроили нашествие зомби, а во всём обвинили Чака Грина. Ти-Кей таким образом хотел ограбить все казино в городе, а затем сбежать. На середине игры его обезвреживает и забирает в убежище Чак, однако во время нападения зомби его кусают. Похищает Кэти и Стейси, чтобы шантажировать Чака и заставить его найти лекарство. Погиб от рук Чака, упав на стадион с зомби.

## Загружаемый контент

### Case Zero
| Сводный рейтинг    | Сводный рейтинг      |
| Агрегатор          | Оценка               |
| ------------------ | -------------------- |
| GameRankings       | 82,50 %              |
| Metacritic         | 79 / 100 (54 обзора) |
| MobyRank           | 87 / 100             |
| Иноязычные издания |                      |
| Издание            | Оценка               |
| 1UP.com            | A                    |
| AllGame            | [ 9 ]                |
| Eurogamer          | 8 / 10               |
| G4                 | 4 / 5                |
| Game Informer      | 8,75 / 10            |
| GameRevolution     | B+                   |
| GameSpot           | 8 / 10               |
| GameTrailers       | 7,1 / 10             |
| IGN                | 6,5 / 10             |
| XboxAddict         | 88,0 %               |

31-го августа на сервисе Xbox Live стало доступно скачиваемое платное дополнение «Case Zero», которое сюжетно выступит связующим звеном между первой и второй частью игры. Весь опыт и игровые деньги, заработанные во время прохождения Case Zero, можно перенести в полную версию Dead Rising 2 для Xbox. Цена на Case Zero составляла 400 Microsoft Points.

### Case West
| Сводный рейтинг | Сводный рейтинг |
| Агрегатор       | Оценка          |
| --------------- | --------------- |
| GameRankings    | 75,65 %         |

15 сентября 2010 года, Capcom анонсировала второй дополнительный скачиваемый эпизод Case West, выпущенный эксклюзивно для Xbox 360.
В игре показана история Фрэнка Вэста (англ. Frank West), главного героя оригинальной Dead Rising; событие Case West происходят спустя некоторое время после событий Dead Rising 2. Согласно концовке игры, во время борьбы с зомбированным Ти-Кеем, Чаку неожиданно приходит на помощь Фрэнк Вэст, который прилетел сюда за Ребэккой, убитой Салливаном. После этого они отправляются на завод корпорации Фенотранс, производящей Зомбрекс. На этом заводе Чак находит доказательства, подтверждающие его невиновность в инциденте в Фортуна-Сити, а Фрэнк находит материал для новой журналистской истории.

## Отзывы в прессе
| Сводный рейтинг | Сводный рейтинг      | Сводный рейтинг      | Сводный рейтинг      |
| Издание         | Оценка               | Оценка               | Оценка               |
| Издание         | PC                   | PS3                  | Xbox 360             |
| --------------- | -------------------- | -------------------- | -------------------- |
| GameRankings    | 77,19 %              | 79,81 %              | 80,07 %              |
| Metacritic      | 78 /100 (17 обзоров) | 79 / 100 (73 обзора) | 80 / 100 (52 обзора) |

| Иноязычные издания    | Иноязычные издания |
| Издание               | Оценка             |
| --------------------- | ------------------ |
| 1UP.com               | B+                 |
| AllGame               | [ 27 ]             |
| CVG                   | 8,4/10             |
| G4                    | 4 / 5              |
| Game Informer         | 9,50 / 10          |
| GamePro               | [ 31 ]             |
| GameRevolution        | B+                 |
| GameSpot              | 8,5 / 10           |
| GameSpy               | [ 34 ]             |
| GamesRadar+           | 8 / 10             |
| GameTrailers          | 8,1 / 10           |
| IGN                   | 8,0 / 10           |
| Русскоязычные издания |                    |
| Издание               | Оценка             |
| «PC Игры»             | 8,5 / 10           |
| PlayGround.ru         | 7,7 / 10           |
| «Домашний ПК»         | [ 40 ]             |
| «Игромания»           | 6,0 / 10           |
| «Страна игр»          | 9,0 / 10           |
| gameland.ru           | 7,5 / 10           |
| StopGame.ru           | похвально          |
| ITC.ua                | 3 / 5              |

Летом 2018 года, благодаря уязвимости в защите Steam Web API, стало известно, что точное количество пользователей сервиса Steam, которые играли в игру хотя бы один раз, составляет 627 795 человек.